# ایسه‌آن
ایسه‌آن (به انگلیسی: Iceane) با فرمول شیمیایی C12H18 یک ترکیب شیمیایی است. که جرم مولی آن ۱۶۳٫۵۶ g/mol می‌باشد. 